# Thoracochromis wingatii
Thoracochromis wingatii és una espècie de peix pertanyent a la família dels cíclids i a l'ordre dels perciformes.

## Descripció i reproducció
Fa 5,3 cm de llargària màxima. És de fecundació externa i les femelles incubadores bucals.

## Alimentació
El seu nivell tròfic és de 2,87.

## Hàbitat i distribució geogràfica
És un peix d'aigua dolça, bentopelàgic i de clima tropical (24 °C-26 °C; 35°N-1°N), el qual viu a Àfrica: el llac Albert i el riu Nil, incloent-hi Egipte, el Sudan, el Sudan del Sud, Uganda i la República Democràtica del Congo.

## Observacions
És inofensiu per als humans i el seu índex de vulnerabilitat és baix (10 of 100).